# Charpentieria kobeltiana
Charpentieria kobeltiana is een slakkensoort uit de familie van de Clausiliidae. De wetenschappelijke naam van de soort is voor het eerst geldig gepubliceerd in 1876 door Kuster.